# جزيرة بانكور
جزيرة بانكور (بالإنجليزية: Pangkor Island)‏ هي جزيرة تابعة لـ ماليزيا تقع في مضيق ملقا. يبلغ عدد سكانها 25,000 نسمة. تبلغ مساحتها 18 كم².
تقع جزيرة بانكور والتي يطلق عليها محليا (بولاو بانكور) في ساحل بيراك في ماليزيا، ويبلغ عدد سكانها حوالي 25,000 . كما تقع بقربها العديد من الجزر الصغيرة وهي: جزيرة لاوت وجزيرة تالانج وجزيرة جيم وجزيرة مونتاجور. كما تعتبر السياحة وصيد الأسماك من الصناعات الرئيسية في الجزيرة.

## الطبيعة الجغرافية
تبلغ مساحة جزيرة بانكور 18 كيلو متر أي مايعادل 3,5كيلو متر (2.2ميل) من شبه جزيرة ماليزيا. كما توجد الغابات في المناطق الداخلية من الجزيرة وهي موطن لـ65 نوع من الزواحف و17 نوعا من البرمائيات وذلك يعني أنها تضم 85 نوعا من الحيوانات.

## تاريخها
كانت بانكور ملجأ للصيادين المحليين والتجار والقراصنة. في القرن السابع عشر بنيت القلعة الهولندية في بيراك من أجل السيطرة على تجارة القصدير والتي كانت تعرف باسم الحصن الهولندي. أما في عام 1874م فقد وقعت معاهدة تاريخية بين الحكومة البريطانية والمنافسون للجزيرة (معاهدة بانكور) حيث بدأت بريطانيا بالاستعمار على شبه جزيرة ملايو، وفي قديم الزمان كان اسم جزر ديننق هو المصطلح القديم لجزر بانكور أثناء الاستعمار البريطاني. وفي عام 2003 م، قامت مجموعة من الشركات بتطوير جزيرة مارينا (وهي جزيرة من صنع الإنسان) وبدأت عمليات التطوير في عام 2010م، بمبلغ 250 مليون مع جهات استثمار خاصة، وفي مطلع عام 2013، تم وضع خطة عمل كاملة لتطوير المنتجع والمساكن والواجهة البحرية. تم إطلاق اسم ميناء جزيرة مارينا على الميناء المنشأ حديثا أما الميناء التجاري الخاص فيسمى بميناء بانكور ماليزيا ويحتوي على خدمة الشقق والفنادق والمتاجر والمكاتب.
كانت الفترة مابين 2004-2014م، فترة تطور ونمو عال للجزيرة والمناطق المحيطة بها وفي عام 2006م كان المركز الحيوي للتقنية مشروعا عالميا مشتركا بين هاي كيو ماليزيا إس بي وهاي كيو للتقنية الحيوية العالمية (تايوان) المحدودة، حيث بدأت بعمليات استثمارية مالية يبلغ قدرها 100 مليون (30 مليون دولار أمريكي) وتشتمل نشاطتها على تربية الأسماك والأحياء المائية وكان من المتوقع أن يكون الحصاد الأول في عام 2009م.

## الطرق
تبعد جزيرة بانكور 3 ساعات عن كوالا لمبور. كما يمكن الوصول إليها من سيامبنغ بالطريق السريع من الساحل الغربي، أما الحافلات في كثير من الأحيان تصل إلى محطات الرصيف الرئيسية في لاموت، ولا يوجد هناك أية جسور تربط الجزيرة بالبر الرئيسي لوجود سياسة السيطرة على عدد المركبات الذاهبة إلى الجزيرة للحد من ازدحام الطرق.

## العبارات
تغادر العبارات العامة من لاموت إلى جزيرة بانكور إما من لاموت القديمة (40 دقيقة)، أو من رصيف جزيرة المارينا (10 دقائق) وهناك أيضا العديد من العبارات الخاصة المتاحة.

## الطيران
هناك خدمة طيران متاحة من مطار بانكور.

## الأماكن البارزة
تشتهر بانكور بشواطئها والكثير من أماكن الإقامة، كما تشمل على معالم جذب سياحية أخرى مثل معبد هونغ فولينغ ومعبد كالي عمان تيمبل والنمور الصخرية والقلعة الهولندية (كوتا بولاندا) والمقابر وحفرا للسلاحف، ويوجد أيضا نشاط الغوص الترفيهي في جزيرة جيم القريبة منها.